# Berliner Fußballmeisterschaft 1914/15
Die Berliner Fußballmeisterschaft 1914/15 war die vierte unter dem Verband Brandenburgischer Ballspielvereine (VBB) ausgetragene Berliner Fußballmeisterschaft. Die Meisterschaft wurde in dieser Saison in einer Gruppe mit zehn Mannschaften im Rundenturnier mit Hin- und Rückspiel ausgetragen. Am Ende konnte der BFC Hertha 1892 die Meisterschaft zum ersten Mal gewinnen. Aufgrund des Ersten Weltkriegs wurde in dieser Saison keine deutsche Fußballmeisterschaft ausgespielt. Absteiger gab es in dieser Saison ebenfalls nicht.

## Abschlusstabelle
| Pl. | Verein                            | Sp. | S  | U | N  | Tore    | Quote | Punkte |
| --- | --------------------------------- | --- | -- | - | -- | ------- | ----- | ------ |
| 1.  | BFC Hertha 1892                   | 18  | 14 | 1 | 3  | 070:190 | 3,68  | 29:70  |
| 2.  | Berliner BC 03 (M)                | 18  | 13 | 1 | 4  | 063:340 | 1,85  | 27:90  |
| 3.  | Minerva 93 Berlin                 | 18  | 10 | 0 | 8  | 031:430 | 0,72  | 20:16  |
| 4.  | Berliner TuFC Viktoria            | 18  | 9  | 1 | 8  | 047:290 | 1,62  | 19:17  |
| 5.  | BTuFC Union 1892                  | 18  | 8  | 3 | 7  | 051:490 | 1,04  | 19:17  |
| 6.  | Vorwärts 90 Berlin                | 18  | 6  | 2 | 10 | 022:360 | 0,61  | 14:22  |
| 7.  | Berliner Tennis-Club Borussia (N) | 18  | 7  | 0 | 11 | 039:640 | 0,61  | 14:22  |
| 8.  | BFC Berolina                      | 18  | 6  | 1 | 11 | 032:410 | 0,78  | 13:23  |
| 9.  | BFC Preußen                       | 18  | 6  | 1 | 11 | 041:630 | 0,65  | 13:23  |
| 10. | SC Union Oberschöneweide (N)      | 18  | 4  | 4 | 10 | 033:510 | 0,65  | 12:24  |

| (M) | Titelverteidiger |
| (N) | Aufsteiger       |